# Шал акински район
Шал акински район (на казахски: Шал ақын ауданы) е съставна част на Северноказахстанска област, Казахстан. Административен център е град Сергеевка. Обща площ 4964 км2 и население 18 080 души (по приблизителна оценка към 1 януари 2020 г.).